# George Johnson (cầu thủ bóng đá, sinh năm 1871)
George Johnson (tháng 11 năm 1871 - 1934) là một cầu thủ bóng đá người Anh thi đấu ở Football League cho Aston Villa và Walsall.